# 歐利·延森
歐利·延森（丹麥語：Ole Jensen，1925年—），是丹麥已退役男子羽球運動員。
1955年，歐利·延森代表丹麥隊獲得第三屆湯姆斯盃亞軍。在決賽對陣馬來亞的比賽中，他在第五點（單打）直落二輸給王保林。在家鄉丹麥，他於1952年與波爾·霍爾姆代表根措夫特羽球俱樂首次成為國家錦標賽男子雙打冠軍。1953年和1954年衛冕成功。兩人在著名的全英羽球錦標賽獲得1952年和1953年的男子雙打亞軍，他也與奧絲·休特·雅各布森一起獲得1952年的混合雙打亞軍。